# Ваксер, Николай Алексеевич
Николай Алексеевич Ваксер — советский хозяйственный и государственный деятель, Герой Социалистического Труда.

## Биография
Родился в 1915 году в Воронеже. Член КПСС.
До 1941 — сварщик Улан-Удэнского тепловозостроительного завода.
Участник Великой Отечественной войны: снайпер 2-го отдельного стрелкового батальона 63-й отдельной бригады морской пехоты Северного флота
В 1946—1953 — сварщик мастерской по ремонту подвижного состава в Астрахани.
В 1953—1975 — газоэлектросварщик Астраханского тепловозоремонтного завода.
Указом Президиума Верховного Совета СССР от 1 декабря 1959 года присвоено звание Героя Социалистического Труда с вручением ордена Ленина и золотой медали «Серп и Молот».
Делегат XXII съезда КПСС.
Умер в 1984 году в Астрахани.

## Награды и звания
- Герой Социалистического Труда (01.08.1959)
- Орден Ленина (01.08.1959)
- Орден Отечественной войны II степени (06.04.1985, посмертно)
- Орден Красной Звезды (дважды, в том числе 22.03.1943)